# 三川駅 (北海道)
三川駅（みかわえき）は、北海道（空知総合振興局）夕張郡由仁町字三川にある北海道旅客鉄道（JR北海道）室蘭本線の駅である。電報略号はミカ。事務管理コードは▲130333。
稀府駅から当駅まで複線、当駅から岩見沢駅までは由仁駅 - 栗山駅間を除き単線である。

## 歴史
もともと追分駅 - 由仁駅間に駅は設置されていなかったが、1894年（明治27年）4月に愛知県碧海郡新川町（現：碧南市）から加藤平五郎率いる20戸25人が当地に入植し、翌1895年（明治28年）年7月から加藤が数回にわたり北海道炭礦鉄道へ停車場設置を請願し、設置が認められた。

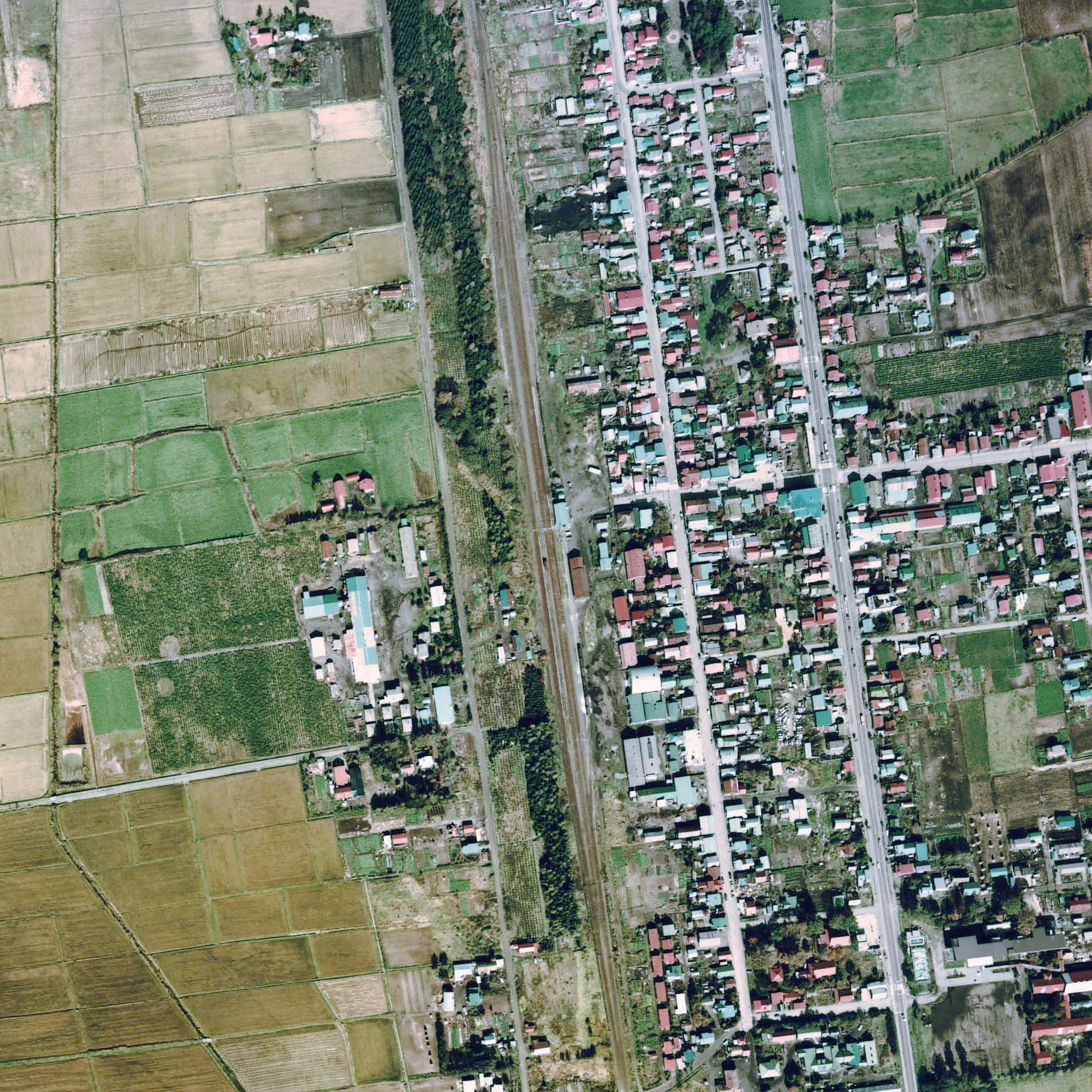
1976年の三川駅と周囲1 km範囲。上が岩見沢方面。

- 1896年（明治29年）9月：建設工事に着手[4]。
- 1897年（明治30年）2月16日：北海道炭礦鉄道追分駅 - 由仁駅間に新設開業[5]。一般駅[1]。
- 1902年（明治35年）11月：公衆電報取扱駅となる[4]。
- 1906年（明治39年）10月1日：北海道炭礦鉄道の鉄道路線国有化により、官設鉄道に移管[1]。
- 1909年（明治42年）10月12日：線路名を室蘭本線に制定、それに伴い同線の駅となる。
- 1936年（昭和11年）10月3日 - 沿線で陸軍特別大演習が行われる。昭和天皇乗車のお召し列車が札幌駅発 - 三川駅着で運行[6]。
- 1972年（昭和47年）7月1日：貨物取扱い廃止[1]。
- 1980年（昭和55年）5月15日：荷物取扱い廃止[1]。同時に無人化[7]（簡易委託化）。
- 1981年（昭和56年）11月2日：室蘭本線岩見沢駅 - 沼ノ端駅間CTC化に伴い、追分駅の被管理下に置かれる[8][9]。
- 1982年（昭和57年）4月1日：駅舎改築[9]。
- 1987年（昭和62年）4月1日：国鉄分割民営化によりJR北海道に継承[1]。
- 時期不詳[注 1]：簡易委託廃止、完全無人化。

### 駅名の由来
もともと当地はアイヌ語に由来する「ムマコナイ」と称されていたが、前述の加藤らの入植後に「この語意（引用注：語意については記述なし）は開拓不成卦を暗示する」として、新たに故郷である旧三河国にちなんで「三川」の名称が付けられた。
なお「三河」が「三川」となった理由については諸説あり、「故国をけがす恐れがある」から、あるいは当地に郵便局ができた際に、愛知県への誤送が多発したため、されている。

## 駅構造
単式ホーム・島式ホーム（片面使用）複合型2面2線を有する地上駅で、単線区間と複線区間の接点となる列車交換可能な交換駅。互いのホームは単式ホーム南側と島式ホーム北側を結んだ跨線橋で連絡している。跨線橋はL字を背中合わせに付けた形態である。線路東側の駅舎側単式ホームが上り1番線、対向側島式ホームが下り2番線（旧3番線）となっている。そのほか1993年（平成5年度）3月時点では、1番線の長万部方から分岐し駅舎南側のホーム切欠き部分の貨物ホームへの貨物側線を1線、2番線の岩見沢方から長万部方面へ構内外側へ分岐する行き止まりの側線を1線、2番線側に安全側線を1線有していた。かつては単式ホーム・島式ホーム複合型2面3線の配線であった（1983年（昭和58年）4月時点ではこの配線）。このうち上下共用の中線（旧2番線）が撤去された形となっている（現在の2番線は旧3番線である）。

### のりば
| 番線 | 路線      | 方向 | 行先             |
| ---- | --------- | ---- | ---------------- |
| 1    | ■室蘭本線 | 上り | 苫小牧・糸井方面 |
| 2    | ■室蘭本線 | 下り | 岩見沢方面       |

追分駅管理の無人駅。駅舎は構内の東側（岩見沢方面に向かって右手側）に位置し単式ホーム中央部分に接している。有人駅時代の駅舎は改築され、安平駅、古山駅、栗丘駅と同型の駅舎となっている。破風および側面のラインの配色は青色となっている。駅舎内に待合所のほか管理事務室、トイレを有する。

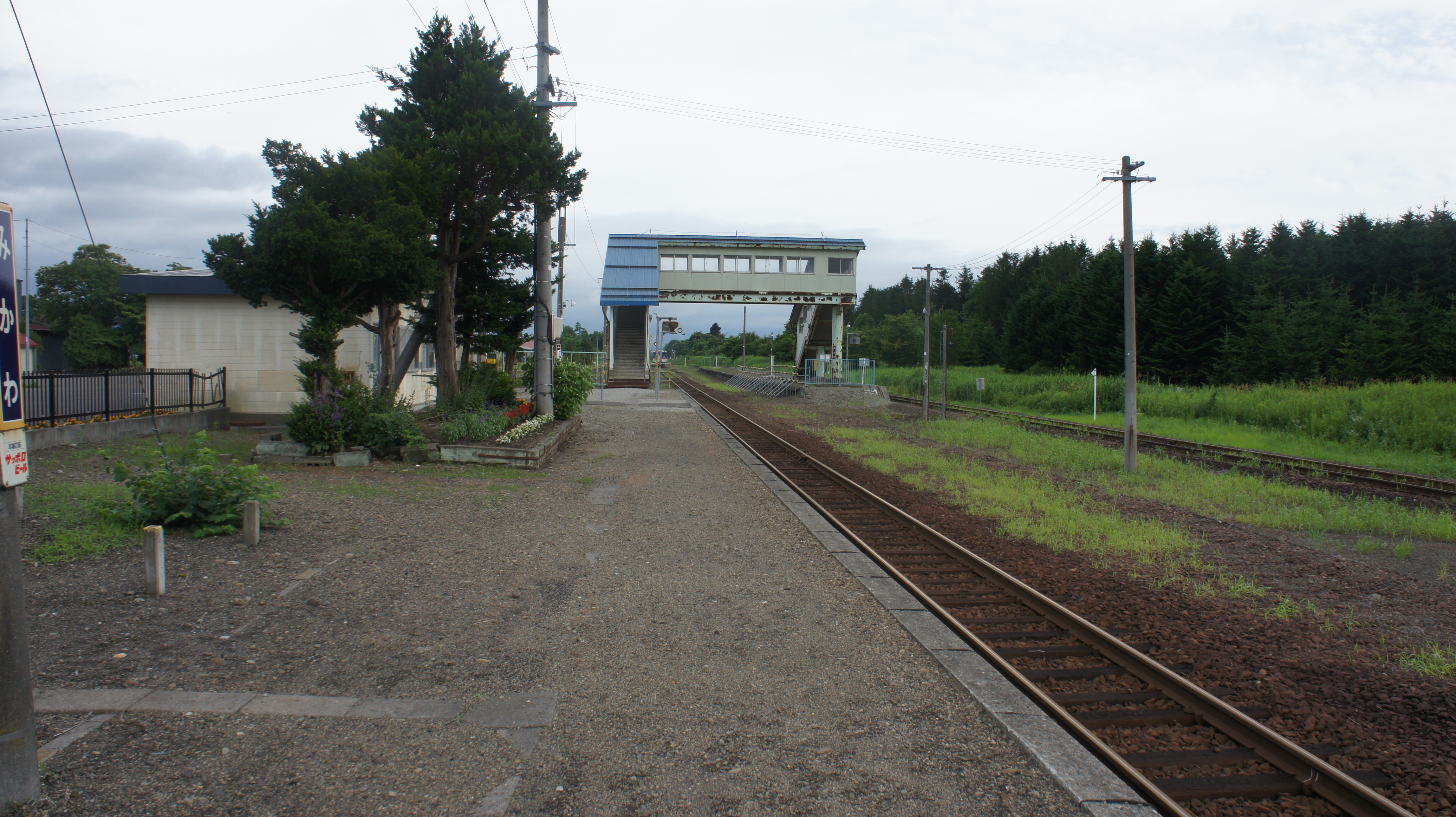
ホーム（2017年7月）
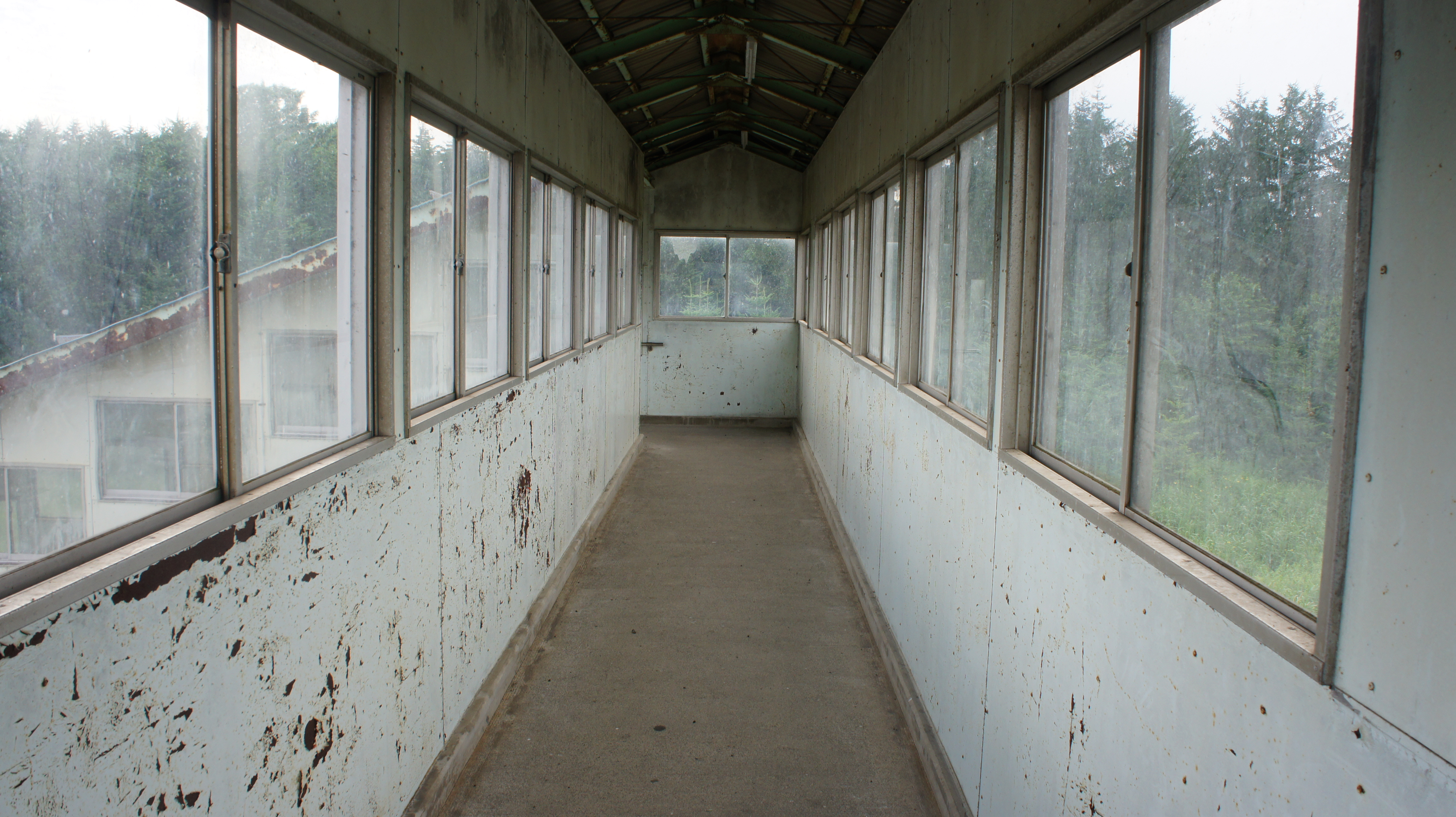
跨線橋（2017年7月）
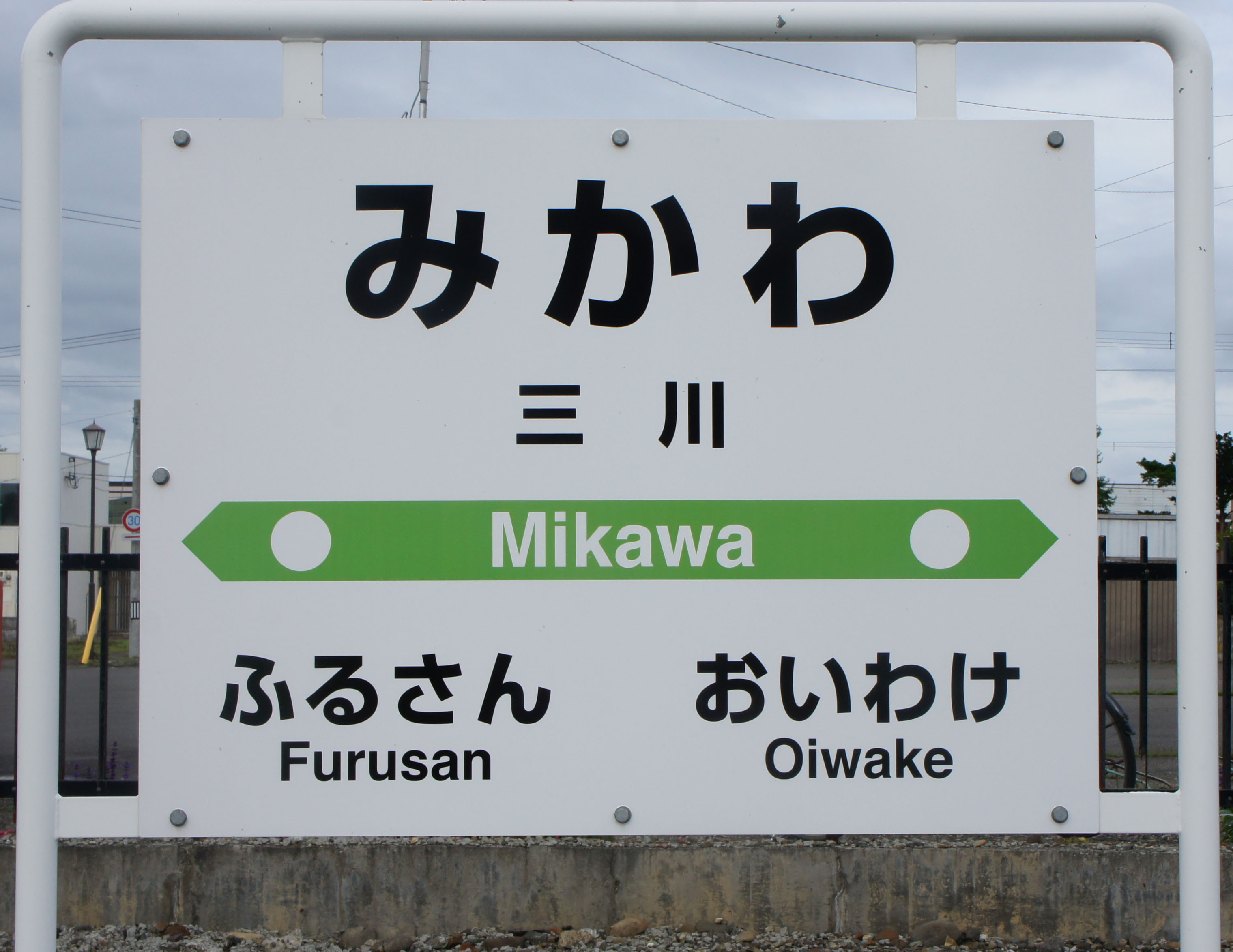
駅名標（2017年7月）

## 利用状況
乗車人員の推移は以下のとおり。年間の値のみ判明している年については、当該年度の日数で除した値を括弧書きで1日平均欄に示す。乗降人員のみが判明している場合は、1/2した値を括弧書きで記した。また、「JR調査」については、当該の年度を最終年とする過去5年間の各調査日における平均である。
| 年度               | 乗車人員   | 乗車人員 | 乗車人員 | 出典       | 備考                              |
| 年度               | 年間       | 1日平均  | JR調査   | 出典       | 備考                              |
| ------------------ | ---------- | -------- | -------- | ---------- | --------------------------------- |
| 1967年（昭和42年） | (52,538.0) | (144.0)  |          | [ 4 ]      | 年間乗客数105,076人、1日平均288人 |
| 1981年（昭和56年） |            | (77.5)   |          | [ 13 ]     | 1日乗降人員：155                  |
| 1985年（昭和60年） |            | (211.0)  |          | [ 9 ]      | 利用人員422人（うち定期295人）    |
| 1992年（平成04年） |            | (95.0)   |          | [ 10 ]     | 1日乗降人員：190                  |
| 2016年（平成28年） |            |          | 43.4     | [ JR北 2 ] |                                   |
| 2017年（平成29年） |            |          | 42.6     | [ JR北 3 ] |                                   |
| 2018年（平成30年） |            |          | 38.4     | [ JR北 4 ] |                                   |
| 2019年（令和元年） |            |          | 36.6     | [ JR北 5 ] |                                   |
| 2020年（令和02年） |            |          | 32.0     | [ JR北 6 ] |                                   |
| 2021年（令和03年） |            |          | 27.8     | [ JR北 7 ] |                                   |
| 2022年（令和04年） |            |          | 26.6     | [ JR北 8 ] |                                   |
| 2023年（令和05年） |            |          | 25.2     | [ JR北 9 ] |                                   |

## 駅周辺
周辺は田園地帯であり、その中の集落にある駅。駅前広場には煉瓦造り、軟石造りの倉庫が並んでいる。
- 北海道道870号幌内三川停車場線
- 国道274号・国道234号
- 由仁町役場三川支所
- 栗山警察署三川駐在所
- 三川郵便局
- そらち南農業協同組合（JAそらち南）三川出張所
- 由仁川
- 北海道中央バス（岩見沢営業所）「三川駅通」停留所[15]

## 隣の駅
北海道旅客鉄道（JR北海道）
室蘭本線
追分駅 (K15) - 三川駅 - 古山駅